# Taraxacum vulcanorum
Taraxacum vulcanorum là một loài thực vật có hoa trong họ Cúc. Loài này được Koidz. miêu tả khoa học đầu tiên năm 1933.